# Antoni Günther de Schwarzburg-Sondershausen
Antoni Günther de Schwarzburg-Sondershausen (en alemany Anton Günther I von Schwarzburg-Sondershausen) va néixer a Ebeleben (Alemanya) el 9 de gener de 1620 i va morir a Sondershausen el 19 d'agost de 1666. Era un noble alemany, fill del comte Cristià Günther I (1578-1642) i d'Anna Sibil·la de Schawarzburg-Rudolstadt (1584-1623).
Després de la mort del seu pare, el 1642 va governar conjuntament amb els seus germans, tret de  Lluís Günther II. Com a comte de Schwarzburg va establir la seva residència a Sondershausen. Va preocupar-se especialment per la construcció d'esglésies i d'escoles.

## Matrimoni i fills
El 29 d'octubre de 1644 es va casar a Heringen amb Maria Magdalena de Birkenfeld (1622-1689), filla del duc de Zweibruecken Jordi Guillem (1591-1669) i de Dorotea de Solms-Sonnenwalde (1586-1625). El matrimoni va tenir els següents fills:
- Anna Dorotea (1645-1716), casada amb Enric IV de Reuss-Greiz (1650-1686).
- Cristià Guillem (1647-1721), casat primer amb Antònia Sibil·la de Barby-Muhlingen (1641-1684) i després amb Guillemina Cristina de Saxònia Weimar (1658-1712).
- Clara Juliana (1648-1739).
- Elionor Sofia (1650-1718).
- Antoni Gunter II (1653-1716), casat amb Augusta Dorotea de Brunsvic-Wolfenbüttel (1666-1751).
- Maria Magdalena (1655-1727).
- Jordi Frederic, nascut i mort el (1657).
- Jordi Ernest (1658-1659).
- Lluís Gunter III, nascut i mort el (1660).
- Joana Elisabet (1662-1720).